# اتوبوسی به نام هوس (فیلم ۱۹۹۵)
اتوبوسی به نام هوس (انگلیسی: A Streetcar Named Desire) یک فیلم تلویزیونی درام است که در سال ۱۹۹۵ منتشر شد. از بازیگران آن می‌توان به الک بالدوین، جسیکا لنگ، جان گودمن و دایان لین اشاره کرد.